# 엔론
엔론(Enron Corporation)은 미국 텍사스주 휴스턴에 본사를 둔 미국의 에너지, 물류 및 서비스 회사였다. 2001년 12월 2일 파산 전까지 엔론은 약 2만 명의 직원을 보유하고 2000년 매출 1110억 달러를 달성한 세계 주요 전기, 천연 가스, 통신 및 제지 기업의 하나였다. 《포춘》지는 엔론을 6년 연속 "미국에서 가장 혁신적인 기업"으로 선정했다.
2001년 말, 엔론의 부실한 재정상태가 일상적이며 체계적이고도 치밀하게 계획된 방식의 회계부정으로 은폐되어 왔다는 사실이 밝혀졌으며, 이것이 잘 알려진 엔론 사태이다. 이 때부터 엔론은 계획적인 기업 사기 및 비리의 대표적인 사례로 꼽히게 되었다. 이 사태는 미국내 여러 회사들의 회계 상태와 관련 활동들에 대한 의문이 제기되는 계기가 되었으며, 2002년 기업에 대한 회계 사베인즈옥슬리 법안(Sarbanes–Oxley Act)의 제정에 결정적인 영향을 끼쳤다. 또한 엔론의 회계감사를 담당했던 미국의 거대 회계법인이었던 아서앤더슨이 해체되는 결과를 낳으면서 업계 전반에 걸쳐 큰 파장을 낳았다.
엔론은 2001년 말 뉴욕남부지방법원에 파산보호를 신청했으며, 웨일고셜앤맨지스(Weil, Gotshal & Manges)를 파산 자문으로 택했다. 파산처리는 법원의 구조조정 계획 승인에 따라 2004년 11월 종료되었으며, 이는 미국 역사상 가장 복잡한 파산 사건 중 하나였다. 새롭게 구성된 이사회는 사명을 엔론 크레디터스 리커버리(Enron Creditors Recovery Corp.)로 변경하여 채권자들에 대한 보상을 위한 자산 현금화와 소송 수행이 회사의 주된 목표임을 강조하였다. 2006년 9월, 엔론은 회사가 보유한 마지막 사업이었던 프리즈마 에너지 인터내셔널(Prisma Energy International Inc.)을 애시모어 에너지 인터내셔널(Ashmore Energy International Ltd.)에 매각하였다.

## 회사의 개요
엔론은 1985년 중간 규모의 천연가스 유통회사인 인터노스와 휴스턴 네추럴 가스의 합병으로 탄생했다. 당시 휴스턴 네추럴 가스의 CEO였던 케네스 레이가 엔론의 CEO 겸 이사회 회장으로 취임하면서 16년동안 미국을 농락하게 되는 이 거품기업의 역사가 시작되었다.
엔론은 출범 당시 인수합병 비용인 50억 달러의 채무를 지게 되었는데, 엔론을 에너지 중개업자로 키우려는 원대한 포부를 품고 있었던 케네스 레이 회장은 이 채무가 매우 부적절하다고 생각했다. 사실, 중개업자는 신용이 생명이었으므로, 대규모 부채는 매우 적절하지 못하였다.
레이 회장은 맥킨지의 컨설턴트였던 제프리 스킬링을 고용했고, 후에 제프리 스킬링은 엔론의 CEO 겸 사장이 되어서 회사를 이끌게 된다. 어쨌든 제프리 스킬링은 PR에 매우 뛰어났다. 그는 엔론의 이미지를 잘 포장해서 엔론이 지니고 있는 문제들을 전부 감춰 왔다.
레이 회장과 스킬링의 성공에는 CFO인 앤드루 패스토우가 크게 공헌했는데, 그 역시 뛰어난 각색자였고, 각종 유령회사들(추코, 채널 아일랜드 조합, 랩터 조합, LJM, LJM2 등등)을 설립하여 엔론의 부채와 거추장스러운 대규모 고정 자산들을 털어내어 엔론의 신용을 포장하고 엔론을 견실한 기업으로 인식시켰다.
1996년, 엔론의 회장 케네스 레이는 엔론을 '세계 최대의 에너지기업'으로 키워 내는 것이 목표라고 공언했다. 하지만 경영에서 한 발짝 물러나 있었던 엔론의 회장은 엔론의 기업인수가 대부분 적절하지 못하고 수익성은 더더욱 없다는 사실을 알지 못하는 듯 했다. 엔론은 아무 기업이나 무분별하게 인수했고, 그 결과 엔론은 지속적인 현금고갈에 시달려야만 했다. 부채를 장부에서 털어내는 패스토우의 능수능란한 술책이 없었다면 엔론은 일찌감찌 날개를 접어야만 했겠지만, 불행하게도 엔론은 패스토우의 회계 술책으로 살아남았고, 겉보기에는 매우 건전한 회사로 거듭날 수 있었다. 레이 회장이 그런 원대하고 웅장하며 실현불가능한 꿈을 품었던 이유이다.
한편 엔론은 당시의 시대 조류에 참여하고자 했다. 즉, 인터넷을 이용한 신경제 기업으로 거듭나고자 했다. 그래서 엔론은 텔레콤 사업에 뛰어들었고, 직접 건설 및 매수로 3만 킬로미터의 광케이블망을 구축했다. 하지만, 광대역회선 사업은 과다공급으로 추락하고 있었다. 덕분에 엔론의 미래는 암울했고, 엔론의 경영진들은 회사가 계속 번성하는 것처럼 위장하기 위해서 점점 더 의심스러운 거래에 손을 뻗었다. 엔론의 대표적인 장부조작 본부인 4개의 랩터 조합이 세워진 것도 이때쯤이다. 엔론은 랩터 조합과의 내부거래로 수억 달러에 달하는 거짓 이익을 추가했고, JP모건 및 시티은행과의 불미스럽고 의심스러운 거래로 매출액을 날조했다. 당시 엔론은 미국 7대 대기업 중 하나로 인식되고 있었는데, 이것 역시 사실을 크게 오도한 것이다. 엔론의 매출액 1000억 달러에는 엔론의 온라인 중개사이트인 엔론 온라인(Enron Online)에서 다른 사업자들이 거래한 금액들이 대거 포함되어 있었다. 이 금액들은 소비자에서 판매자에게 바로 전달되기 때문에 엔론의 매출로 보기 어렵다. 사실, 엔론은 거의 대부분의 닷컴 기업들이 겪고 있던 문제들을 안고 있었다. 즉, 이용자는 많았지만 수익은 거의 혹은 전혀 없었다.

## 2001년 회계부정 사건
2001년 말에 엔론이 보고한 재정상태가 제도적, 조직적, 체계적, 창의적으로 계획된 회계부정(분식회계)으로 지탱된 것이었음이 드러났다. 엔론이 파산하자 엔론의 경영진은 물론 회계법인, 법무법인 등을 상대로 한 민,형사 소송이 봇물을 이루었다. 엔론의 회계를 맡았던 아서 앤더슨 회계법인은 엔론이 파산하기 훨씬 전부터 엔론의 회계 문제가 있다는 사실을 알고도 이를 묵인한 것으로 볼 수 있다. 엔론은 2002년 1월 17일 아더 앤더슨과의 회계용역계약을 해지했다. 이 사건으로 당시 엔론의 회장이었던 케네스 레이 회장과 최고경영자였던 제프리 스킬링은 연방법원에서 사기와 내부자 거래 등으로 각각 징역 24년 4개월, 24년의 유죄 판결을 . 당시 엔론의 외부 감사를 맡고 있던 미국의 5대 회계법인 중 하나였던 아서 앤더슨 역시 이 사건으로 인해 영업정지를 당하고 결국 파산하게 되었다. 이때부터 엔론은 기업 사기와 부패의 유명한 사례가 되었다.

## 같이 보기
- 사베인스 옥슬리법